# Mariano Trípodi
Mariano Trípodi (født 3. juli 1987) er en argentinsk fodboldspiller.